# Diritto di Magdeburgo

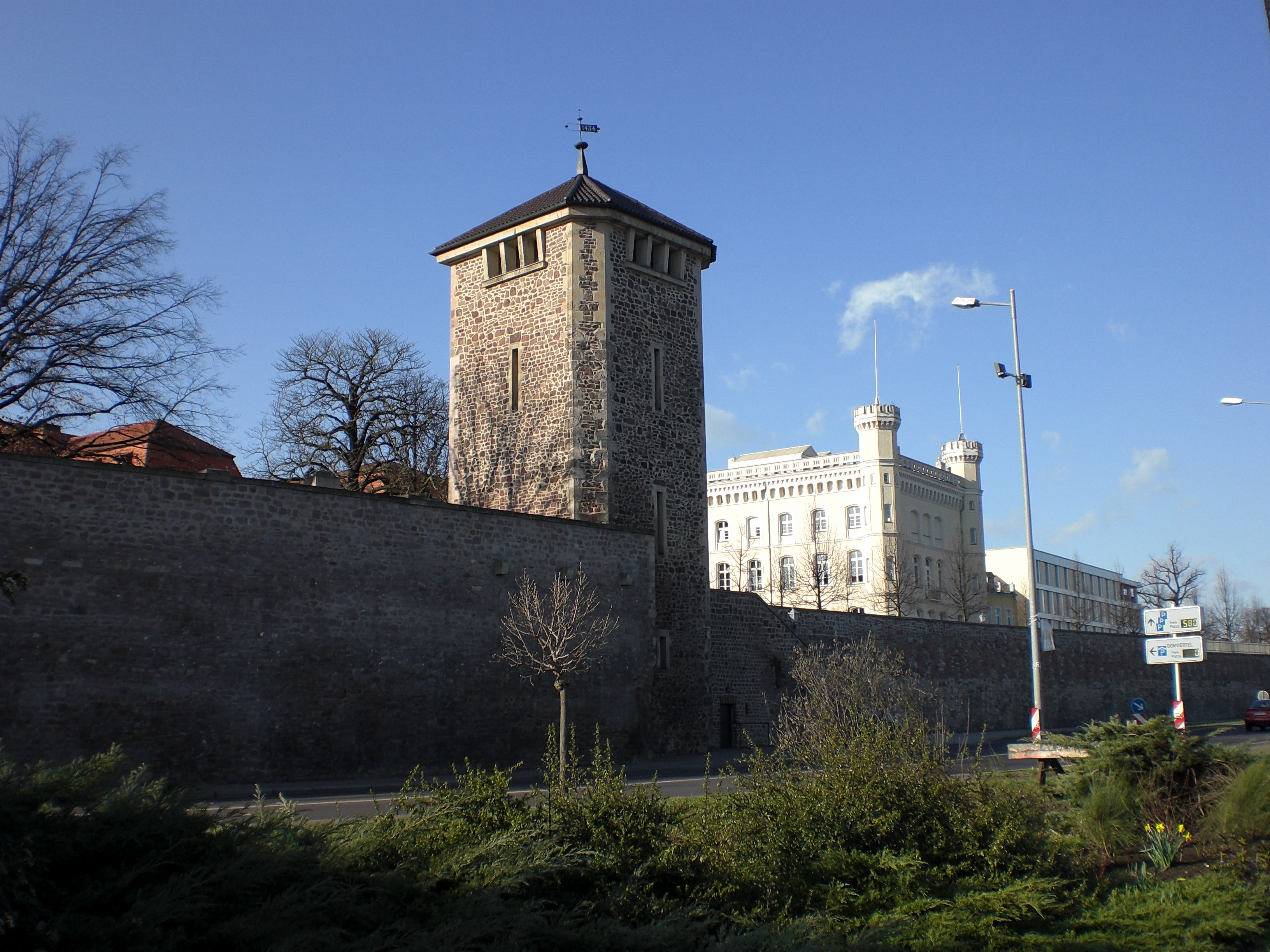
Il Kiek in de Köken, la torre delle polveri di Magdeburgo

Il Diritto di Magdeburgo (in tedesco Magdeburger Recht) è una raccolta di norme che regolava l'autonomia interna nelle città e nei villaggi. Elaborato per la libera città imperiale di Magdeburgo, da cui prese il nome, si evolvette durante i secoli del Sacro Romano Impero e costituisce probabilmente la più importante raccolta di leggi dei comuni medievali tedeschi. La legge fu solennemente promulgata il 15 dicembre 1261 nella chiesa dei Santi Giacomo e Vincenzo.
Adottato da numerosi sovrani dell'Europa centrale e orientale, il Diritto di Magdeburgo rappresentò una pietra miliare nell'urbanizzazione della regione e agevolò lo sviluppo di migliaia di villaggi e città. Oltre a Magdeburgo stessa, altre importanti città in cui il Diritto (o sue varianti locali) ebbe vigore furono Biecz, Frysztak, Sandomierz, Cracovia, Kurów, Poznań, Breslavia, Złotoryja, Hrodna, Kiev, Leopoli, Brody, Luc'k, Volodymyr-Volyns'kyj, Sanok, Sniatyn e Nižyn, nonché Bardejov, Humenné e Krupina nell'attuale Slovacchia, all'epoca Regno di Ungheria.

## Diffusione del Diritto
Fra i più avanzati sistemi giuridici tedeschi del tempo, nel XIII e XIV secolo, il Diritto di Magdeburgo fu concesso a più di cento città, a nord e ad est verso la Russia: in Schleswig, in Boemia, in Polonia, soprattutto in Pomerania, in Prussia e in Lituania dopo la sua evangelizzazione. In questi territori il Diritto era per lo più conosciuto come diritto germanico o teutonico. Poiché il tribunale locale di Magdeburgo divenne la corte superiore per queste città, Magdeburgo, insieme con Lubecca, praticamente definì la legislazione della Germania settentrionale, della Polonia e della Lituania per secoli, costituendo il nucleo più importante di città di diritto comunale. Questo ruolo rimase fino a quando il diritto germanico fu successivamente sostituito dal diritto romano sotto l'influenza del Tribunale della Camera imperiale (Reichskammergericht).

## Contenuti
Come la maggior parte della legislazione medievale, il Diritto riguardava in primo luogo la regolamentazione del commercio a beneficio dei mercanti e degli artigiani locali, che costituiva il settore più importante della popolazione urbana di molte città medievali. Nella Polonia medievale, gli ebrei e i mercanti tedeschi erano invitati a stabilirsi nelle città nell'ottica dello sviluppo economico.
Ebrei e tedeschi erano a volte in competizione in queste città. La vita degli ebrei era regolata da privilegi negoziati diligentemente con il re o con l'imperatore. Gli ebrei non erano soggetti alla giurisdizione comunale. Questi privilegi garantivano loro l'autonomia della comunità, la vita secondo le loro leggi e la giurisdizione diretta del sovrano in materie concernenti i rapporti tra ebrei e cristiani. Uno dei provvedimenti più interessanti dei privilegi di insediamento concessi agli ebrei era che un ebreo non potesse divenire Gewährsmann cioè, che non potesse essere costretto a dire da chi aveva acquistato la merce che aveva venduto o di cui era in possesso. Questo corrispondeva nella pratica ad un permesso di ricettazione. Altri provvedimenti frequentemente menzionati erano il permesso di vendere carne ai cristiani o di impiegare manodopera cristiana.
I mercanti forestieri che giungevano in città non potevano commerciare da sé, ma erano obbligati a vendere tutta la merce portata in città a compratori locali, se qualcuno desiderava comprarla. Come membro della Lega Anseatica, Magdeburgo era pure una delle più importanti piazze commerciali e commerciava con l'occidente (verso le Fiandre), con i Paesi baltici e con l'interno (Braunschweig ad esempio).